# Dekanat wołokołamski
Dekanat wołokołamski – jeden z 48 dekanatów eparchii moskiewskiej obwodowej Rosyjskiego Kościoła Prawosławnego. Obejmuje cerkwie położone w rejonie wołokołamskim obwodu moskiewskiego. Funkcjonują w nim cztery cerkwie parafialne miejskie, jedenaście cerkwi parafialnych wiejskich, dwanaście cerkwi filialnych, cerkiew-baptysterium, cerkiew-dzwonnica i dwie kaplice.
Funkcję dziekana pełni ihumen Serafin (Nikolin).

## Cerkwie w dekanacie[1]
- Cerkiew św. Mikołaja w Kraczarowie
- Cerkiew św. Mikołaja w Amielfinie

Cerkiew Narodzenia Matki Bożej w Amielfinie
- Cerkiew Trójcy Świętej w Bołyczewie

Cerkiew św. Mikołaja w Bołyczewie
- Cerkiew Zmartwychwstania Pańskiego w Botowie
- Cerkiew Zwiastowania Pańskiego we Wrażnikowie
- Cerkiew Opieki Matki Bożej w Wołokołamsku

Cerkiew Podwyższenia Krzyża Pańskiego w Wołokołamsku
Cerkiew Świętej Trójcy w Wołokołamsku
Cerkiew-baptysterium św. Mikołaja
- Sobór Zmartwychwstania Pańskiego w Wołokołamsku

Cerkiew św. Mikołaja w Wołokołamsku
- Cerkiew Narodzenia Matki Bożej w Wołokołamsku

Cerkiew Świętych Apostołów Piotra i Pawła w Wołokołamsku
- Cerkiew Narodzenia Pańskiego w Wołokołamsku
- Cerkiew św. Eliasza w Iljinskim
- Cerkiew Trójcy Świętej w Nowlanskim
- Cerkiew Przemienienia Pańskiego w Spasie

Cerkiew Przemienienia Pańskiego w Spasie
Cerkiew św. Mikołaja w Spasie
- Cerkiew Wprowadzenia Matki Bożej do Świątyni w Spirowie

Cerkiew Obrazu Zbawiciela Nie Ludzką Ręką Uczynionego w Spirowie
Cerkiew-dzwonnica Opieki Matki Bożej
- Cerkiew Narodzenia Matki Bożej w Suworowie

Cerkiew Ikony Matki Bożej „Znak” w Suworowie
Kaplica św. Pantelejmona
- Cerkiew Kazańskiej Ikony Matki Bożej w Jaropołcu

Cerkiew św. Katarzyny w Jaropołcu
Cerkiew św. Jana Chrzciciela w  Jaropołcu
Kaplica św. Mikołaja